# Wengerz (Grenzmark Posen-Westpreußen)
Wengerz (Grenzmark Posen-Westpreußen) – nieistniejąca już stacja kolejowa w Węgiercu, w powiecie złotowskim, w województwie wielkopolskim.